# 計宗道
計宗道（1460年—1519年），字惟中，廣西馬平縣（今屬廣西柳州市）人。明朝政治人物，成化廣西解元，弘治己未進士。官至知府。

## 生平
成化十六年（1480年）廣西鄉試第一名舉人。弘治十二年（1499年）己未科會試第一百六十三名，三甲一百五十一名進士，任直隸常熟知縣，升南京戶部郎中，累升湖廣衡州府知府。正德十四年（1519年），病卒於任內。

## 遗迹
计宗道任常熟知县期间，曾於正德元年（1506年）重刻《天文图》碑。
南岳衡山水帘洞瀑布石壁处，有计宗道任知府期间所题“天下第一泉”摩崖石刻，作于正德十三年（1518年）戊寅年。

## 家族
曾祖计仲政，副巡检；祖计瑄；父计贤，知县。母董氏。严侍下。